# Trauttmansdorffský palác (Staré Město)
Trauttmansdorffský palác, zvaný též Rottenhamský či palác pánů z Lützova, je klasicistní stavba stojící na čp. 159, ulice Husova 25 a Mariánské náměstí 4 (úřední adresa Husova 159/25), na Starém Městě, na Praze 1. Je chráněn jako kulturní památka České republiky.

## Dějiny paláce

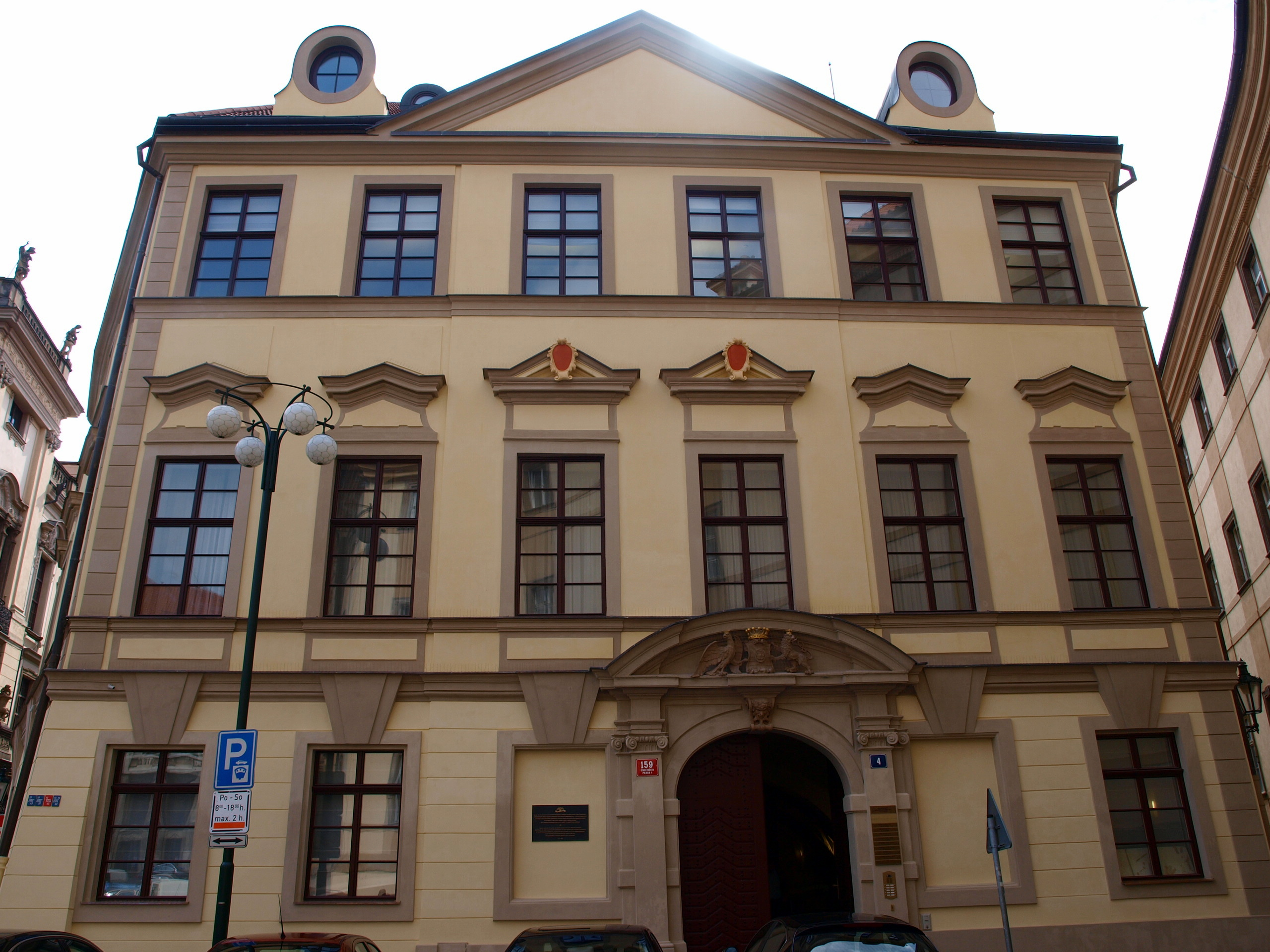
Průčelí paláce z Mariánského náměstí

Na místě dnešního paláce býval dvorec z období gotiky, o němž je první zmínka z roku 1400, a z něhož se zachovaly sklepy. Dvorec se stal základem paláce, přestavěného v době renesance. K významné přestavbě došlo na konci 17. a začátku 18. století, zřejmě podle projektu Jana Blažeje Santiniho-Aichela. Pozdější klasicistní přestavba a rozšíření paláce je dílem architekta Alexandra Hellmicha. V roce 1894 byl palác přeměněn na nájemní dům.

## Architektura
Palác je vystavěn na nepravidelném půdorysu, který je určen průběhem okolních ulic (Mariánské náměstí, Husova, Seminářská). Hlavní vstup s barokním edikulovým portálem a rodovým erbem Trattmansdorffů ze 17. století je z Mariánského náměstí. Vrata v portálu, okna a dveřní portály ve dvorním traktu jsou barokní, pavlače s kamennými krakorci jsou klasicistní.

## Současnost
V roce 2012 proběhla úprava fasády celého objektu a další menší úpravy (zejména truhlářské práce). Současným majitelem paláce je (prostřednictvím realitní společnosti Burnham a.s.) Antonio Pasquale, majitel společností Mattoni, Dobrá voda a Poděbradka.

## Ve filmu
Staroměstský Trauttmansdorffský palác vystupuje například v 3. dílu seriálu 30 případů majora Zemana Krádež sladkého „I“ jako Ústřední sklad léčiv nebo v 3. dílu seriálu Dobrodružství kriminalistiky Bertillonáž  (v obou případech je z domu vidět jen vstupní portál, resp. průjezd, a to po dobu několika sekund).

## Galerie

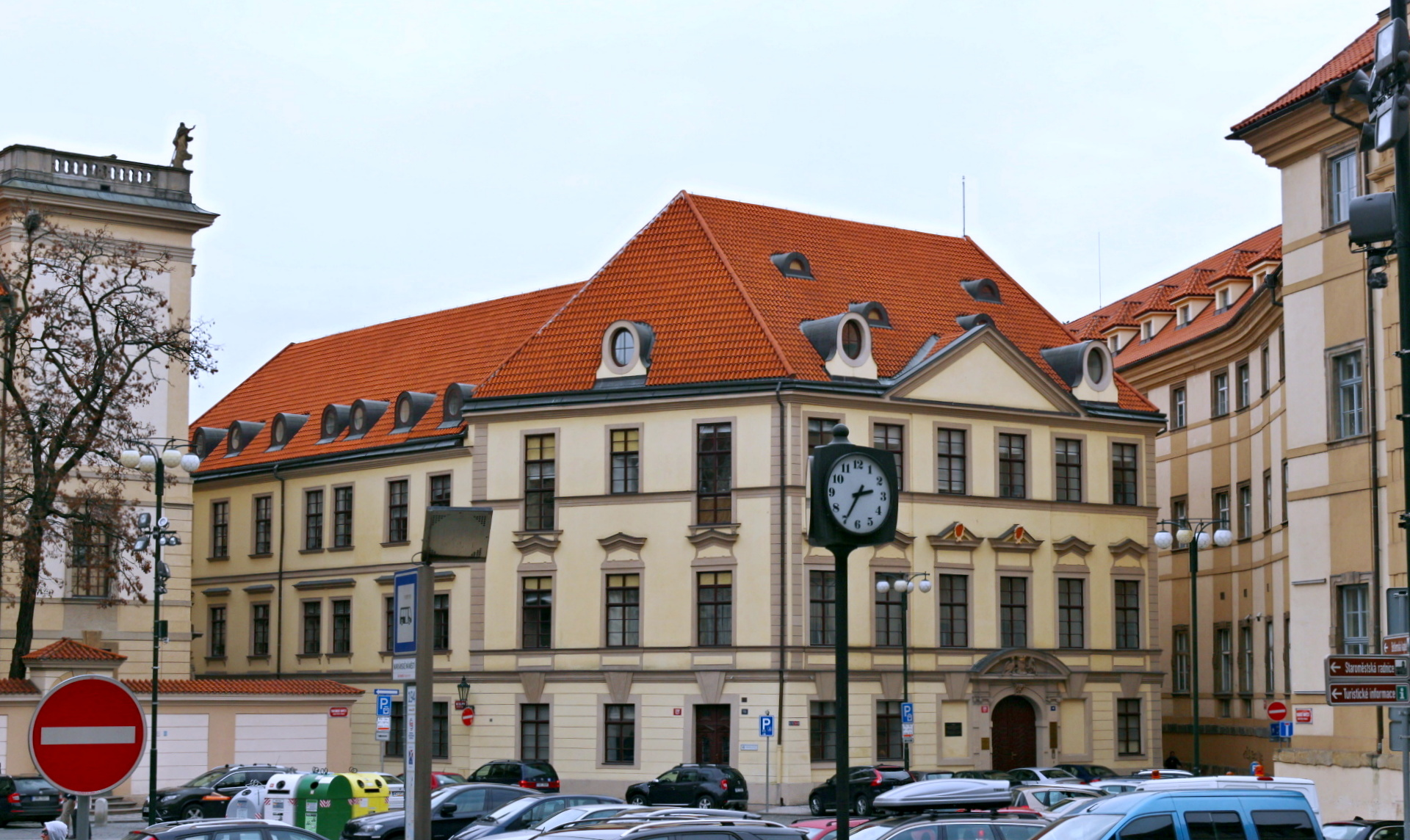
Podoba paláce v březnu 2017
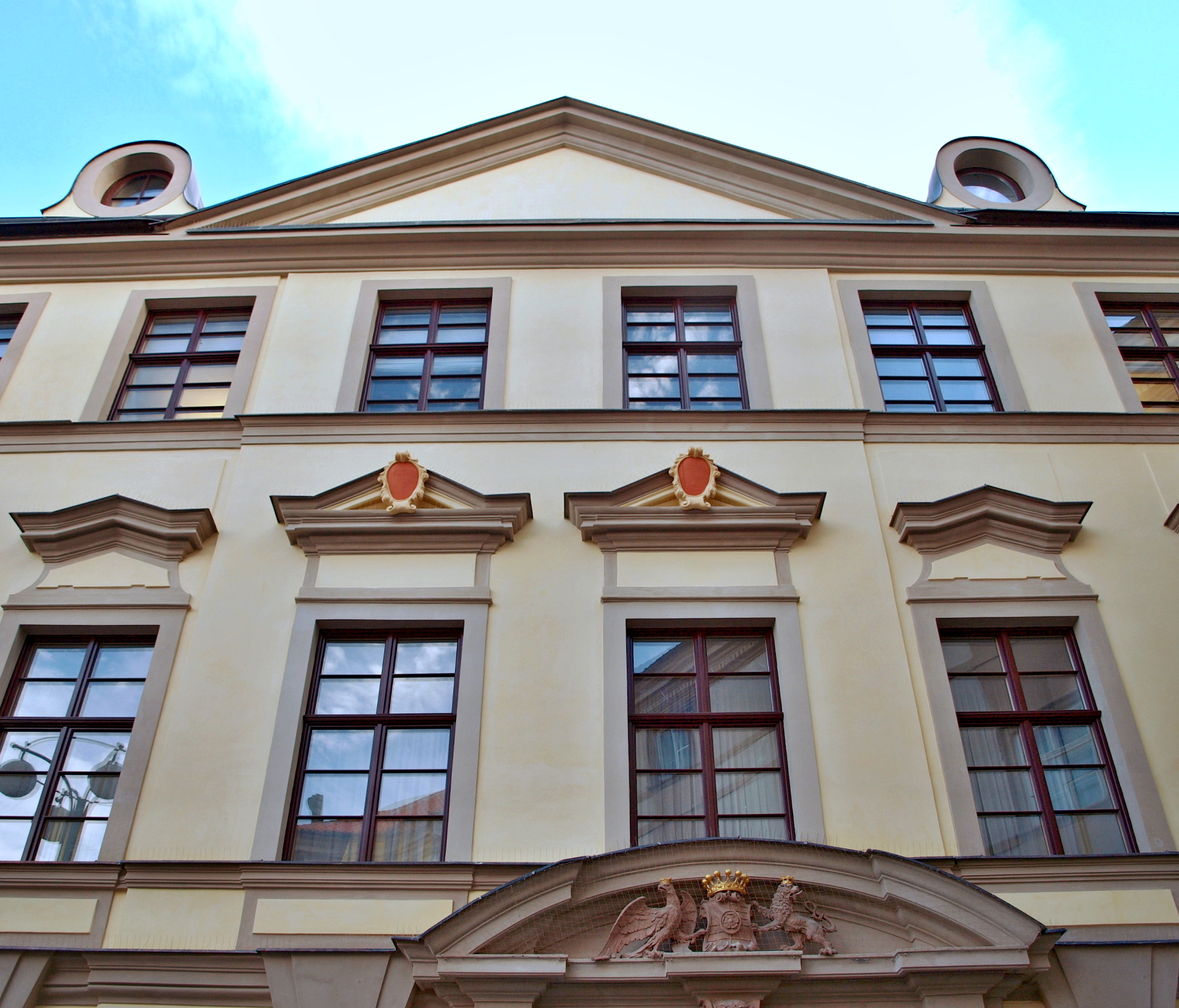
Detail průčelí
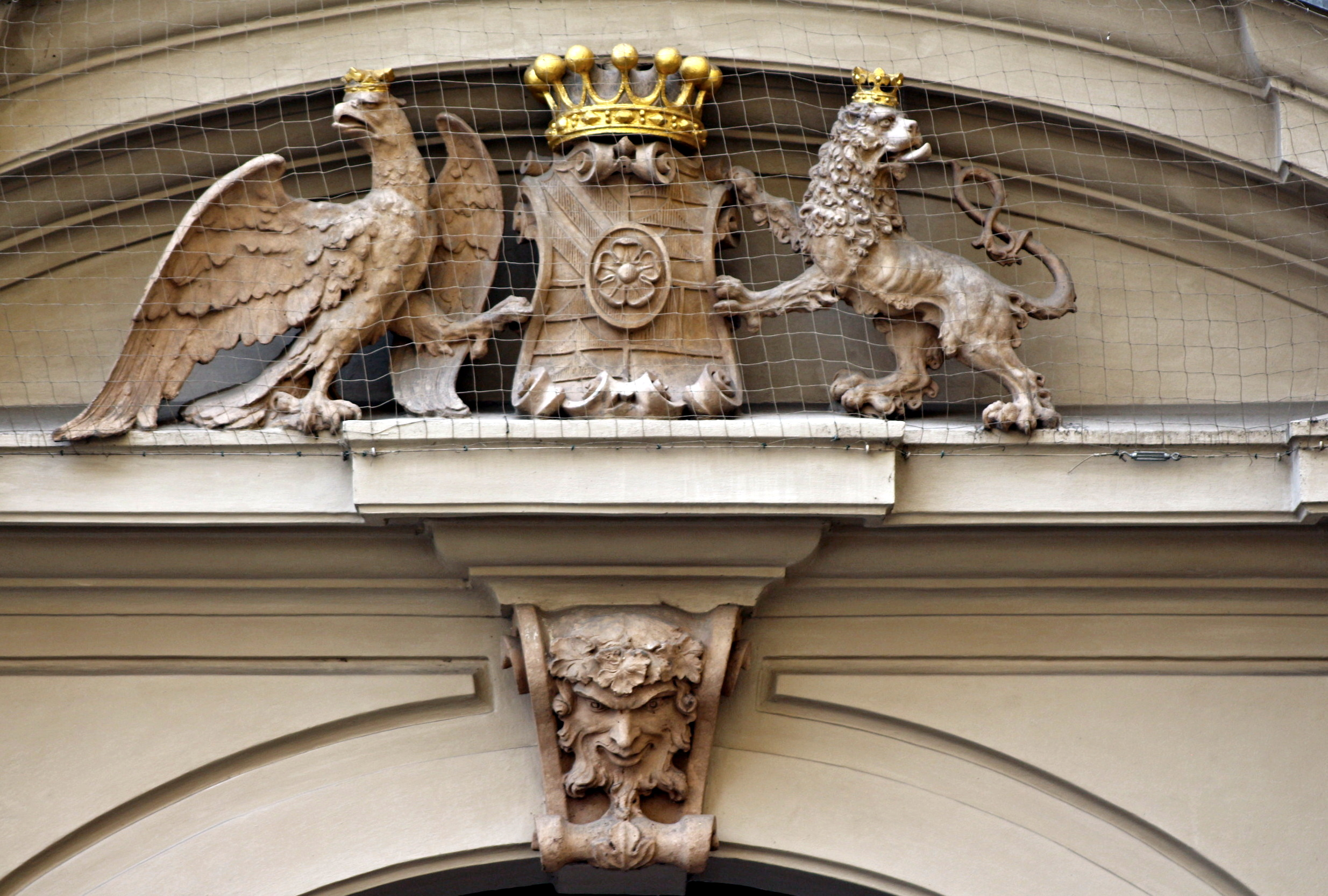
Rodový erb nad portálem paláce
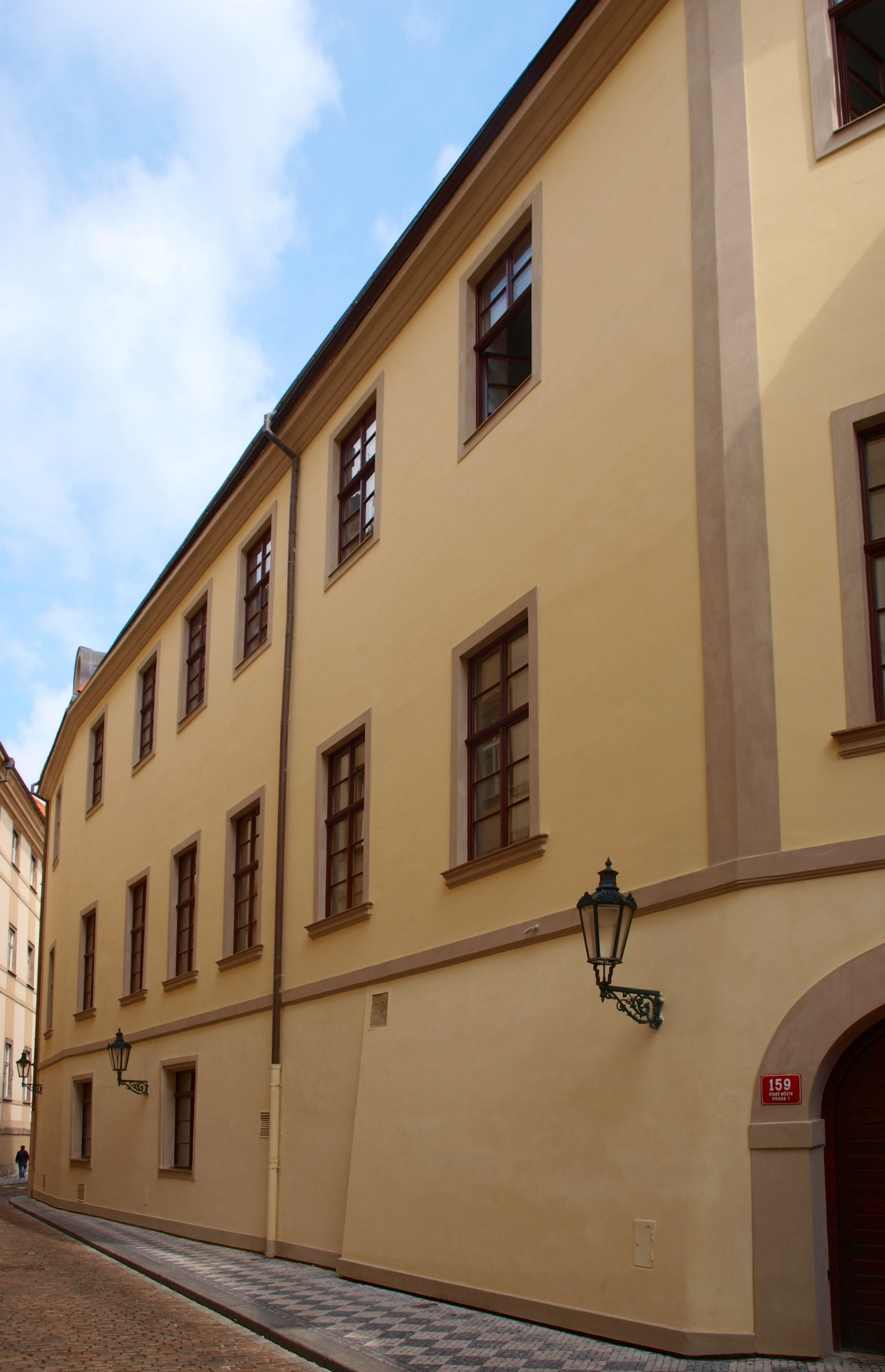
Boční fasáda v Husově ulici